# Приволье (Кадошкинский район)
Приволье — посёлок в Кадошкинском районе Мордовии в составе Пушкинского сельского поселения.

## География
Находится на расстоянии примерно 3 километров по прямой на северо-запад от районного центра города Кадошкино.

## Население
| 2002 | 2010 |
| ---- | ---- |
| 19   | ↘1   |

Постоянное население составляло 19 человек (русские 95 %) в 2002 году, 1 в 2010 году.